# Transakční náklady
Transakční náklady v ekonomii představují čas, práci a ostatní zdroje vynaložené za účelem uzavření a vymáhání smluv a transakcí, případně na řízení firem či podobných institucí.
Transakční náklady jsou v ekonomii náklady spojené s používáním cenového mechanismu, který nefunguje sám o sobě. Lidé musí zjišťovat ceny, porovnávat e-shopy, je nutné smlouvat, sestavit smlouvy (právní posouzení), kontrolovat je, vytvořit mechanismus řešení sporů (sankce při nedodržení) a vymáhání již uzavřených kontraktů; jedná se o tudíž o veškeré vedlejší náklady spojené se sjednáním a realizací transakcí.
Transakční náklady se dají snižovat dobře nastavenými institucemi a vymahatelnými pravidly - klíčové je zejména nastavení a vymahatelnost vlastnických práv. Nízké transakční náklady jsou klíčové pro fungování ekonomiky.

## Rozdělení
Transakční náklady se dělí na:
- interní – tyto náklady prokazatelně zůstávají a jsou hrazeny v rámci firmy
- externí – transakční náklady mezi dvěma institucemi nespadající ani do jedné z nich (mohou být využity „na úkor“ třetího subjektu nebo prostředí trhu jako takového)

Rozdíl mezi externími a interními náklady představuje svým způsobem aktiva dané firmy, o které může růst (jsou-li externí transakční náklady větší než interní), respektive o které musí šetřit a „zmenšit stavy“ (v opačném případě).
Některé druhy transakčních nákladů mají své speciální pojmenování:
- náklady vynaložené na informace (z angl. information costs) - cena za jejich získání, vyhledání, rešerše. Spadá sem např. i průzkum trhu, uživatelské testování apod.
- náklady vynaložené na smluvní ceny (z angl. bargain costs) – cena za vyjednání smluvní ceny s jiným obchodním partnerem
- náklady vynaložené na dohled nad dodržováním smlouvy – vynaložené prostředky dohledu nad tím, aby druhá strana dohodu dodržovala

## Historie
Má se za to, že termín „transakční náklady“ zavedl Ronald Coase, který je používal k vývoji teoretického modelu pro předpověď toho, kdy by určité ekonomické úlohy měly být vykonány firmami a kdy by měly být vykonány trhem. V roce 1991 získal Coase za celoživotní dílo Nobelovu cenu za ekonomii, konkrétně za „objev a objasnění významu transakčních nákladů a vlastnických práv na institucionální strukturu a fungování ekonomiky“. Popsal, že tam kde jsou nulové transakční náklady, tam se tržní subjekty vyjednáváním dostanou do pareto - optimální situace. Kde jsou transakční náklady vysoké, může společnosti k pareto - efektivní sitauci vypomoci stát. Zavedl také tzv. Coaseho teorém, který slouží jako základ pro pochopení významu transakčních nákladů.
Později o tomto termínu pojednal Oliver E. Williamson ve své práci Transaction Cost Economics. Ten teorii rozvinul o myšlenku, že transakce nemusí probíhat pouze na trhu, ale například i ve firmách, domácnostech či sdruženích. Dále také odlišil transakční náklady od běžných výrobních nákladů a rozlišuje jejich klíčové základní vlastnosti: četnost jejich výskytu (jednorázové, příležitostné nebo opakované transakce), jejich nejistotu a jedinečnost (jak jednoduše lze předvídat události, které mohou nastat v průběhu transakce) a specifičnost aktiv (čím jedinečnější transakce, tím lze očekávat větší snahu o snížení transakčních nákladů). Dále analyzuje vliv neúplných kontraktů, které mohou implikovat oportunistické chování, což byl další objekt jeho zájmu. Oportunistické chování definuje jako chování, kdy účastníci kontraktu usilují o co největší benefity i za cenu použití nečestných praktik jako zkreslování či zatajování částí informací. 
Koncept transakčních nákladů byl nastíněn za účelem doplnění standardní ekonomie, kterou byl nakonec převzat a dodnes je její nedílnou součástí.

## Příklad
Dodavatel jedná o výrobě nového výrobku s prodejcem. Nicméně, aby se mohl tento produkt vyrábět, musí dodavatel přestavět výrobní stroje, což pro něj znamená další náklady, které se zaplatí jen od určitého objemu sériové výroby (zastavením této výroby před dosažením tohoto objemu by se dostal do ztrát). Jakmile je smlouva uzavřena a dodavatel toto přenastavení výrobních strojů na svoje náklady uskuteční, změní se tím i „rovnováha sil“ ve smlouvě, neboť prodejce získá větší „páky“ na dodavatele – například se může pokusit (pod pohrůžkou ukončení výroby) požadovat nižší výrobní ceny. Pro snížení pravděpodobnosti, že by k něčemu takovému došlo, může dodavatel přejmout iniciativu a nabídnout prodejci „vstřícné gesto“ – to může mít podobu spoluúčasti na rozhodování (po dobu spolupráce a s určitou vahou hlasů) nebo podílu na zisku.
Do tohoto vzorce chování často spadají výrobci automobilů a jejich prodejci, přičemž vlivem „vyrovnání sil“ to mohou být výrobci, vynucující si úspory na prodejcích. Opačný problém se pravidelně opakuje v sektoru dodávek vojenské techniky pro armádu, kdy smluvní strany obranného průmyslu překračují dohodnutý rozpočet velmi běžně.
Technické základy pro řešení tohoto typu problémů dokáží dodat technologie jako ERP – Enterprise resource planning.